# Sophta microplexia
Sophta microplexia là một loài bướm đêm trong họ Noctuidae.